# Aage Meinesz

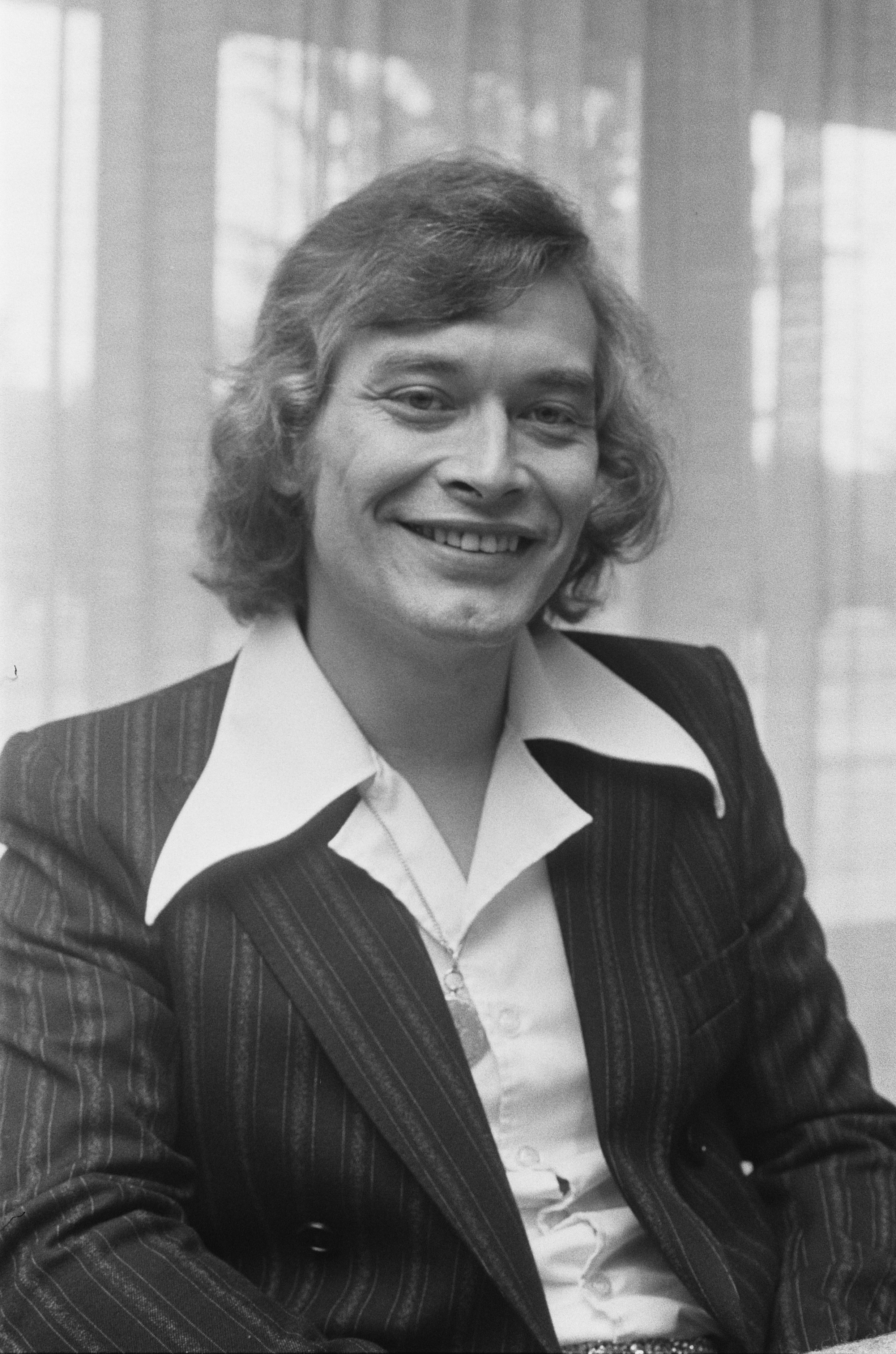
Aage Meinesz in 1976

Aage Meinesz (Malang, 19 juni 1942 – Den Haag, 31 oktober 1985) was een Nederlands kluiskraker die bekend werd onder het alias de Meesterkraker, dat hij kreeg vanwege zijn goed voorbereide berovingen en zijn vaardigheid met de thermische lans.
Als gereedschap gebruikte hij vaak een thermische lans, een apparaat bestaande uit een buis gevuld met staven magnesium waar zuurstof doorheen wordt geperst. Door ontsteking ontstaat een vlam van 3500 graden die door beton en het dikste metaal brandt. Begin jaren 70 pleegde hij zijn grootste kraak ooit (die elke Nederlandse krant haalde). Uit de kluis van de Nederlandsche Middenstandsbank in Helmond stal Meinesz 600.000 gulden. De particuliere spaarkluisjes liet hij bewust ongemoeid.
In 1973 werd Meinesz aangehouden en veroordeeld tot 4,5 jaar cel in de Blokhuispoort, de strafgevangenis in Leeuwarden. Op ingenieuze wijze wist hij daaruit te ontsnappen om vier maanden later weer opgepakt te worden. Toen zijn gevangenisstraf er uiteindelijk opzat, stond de gehele vaderlandse pers bij de gevangenispoort om foto’s te maken en citaten uit zijn mond op te tekenen. Meinesz werd gevraagd of het moeilijk was om zo spectaculair uit de gevangenis in Leeuwarden te ontsnappen. Daarop antwoordde hij nonchalant: "Een bankkluis kraken kost ook moeite, ik heb die capaciteiten nu eenmaal." Later zou Meinesz doorgaan met criminele activiteiten en tot kort voor zijn dood regelmatig in de gevangenis zitten.
In de misdaad was Meinesz erop tegen om geweld te gebruiken. Hij stopte liever met inbreken dan een bewaker te moeten aanvallen. Door het grote aantal kraken en de geweldloosheid waarmee hij deze uitvoerde, kregen zijn daden een eigen stijl binnen het criminele circuit. Later vertelde hij op de televisie, bij Willem Duys, over zijn daden.
In 1976 verscheen zijn samen met de journalist Henri Remmers geschreven autobiografisch boek Mijn nachten met de thermische lans.

## Privé
De vader van Aage, Jelle Meinesz was kapitein bij de landmacht. Zijn moeder heette Conny May de Jongh Swemer. Meinesz is geboren in Malang op Java, waar zijn ouders op dat moment woonden. Na de oorlog kwam hij in Den Haag terecht. Zijn vader was al jong uit het leven van Meinesz verdwenen. Zijn moeder werkte als secretaresse bij de luchtmacht en overleed in 1955 onder dubieuze omstandigheden. Hierna ging hij kort bij zijn vader wonen. Omdat zij niet goed met elkaar overweg konden, vertrok Meinesz naar zijn oma, waar hij de rest van zijn jeugd heeft gewoond. Van haar nam hij zijn uitbundige levensstijl over. In de jaren zestig kreeg Meinesz een baantje als metaalbewerker en hij was achtereenvolgens spuiter en autohandelaar. Meinesz woonde het grootste deel van zijn 'werkzame leven' in Utrecht.
Meinesz is één keer getrouwd geweest en kreeg uit dit huwelijk een dochter en een zoon. Daarna heeft hij bij verschillende vriendinnen nog twee zoons gekregen en een dochter. In 1985 overleed hij aan darmkanker. Hij werd op de algemene begraafplaats Westduin in Den Haag begraven. Het graf is inmiddels geruimd.

## Trivia
Op de langspeelplaat 'Uitholling Overdwars' worden de daden van 'Aage M' door de band 'Jong Oranje' bezongen.